# Кастельветере-суль-Калоре
Кастельветере-суль-Калоре (італ. Castelvetere sul Calore) — муніципалітет в Італії, у регіоні Кампанія,  провінція Авелліно.
Кастельветере-суль-Калоре розташоване на відстані близько 240 км на південний схід від Рима, 65 км на схід від Неаполя, 17 км на схід від Авелліно.
Населення — 1624 особи (2014).
Щорічний фестиваль відбувається 2 липня, 28 квітня. Покровитель — Madonna delle Grazie.

## Демографія
Населення за роками:

Станом на 1 січня 2023 року в муніципалітеті офіційно проживало 19 іноземців з 6 країн, серед них 10 громадян країн Євросоюзу та 1 громадянин України.

## Сусідні муніципалітети
- К'юзано-ді-Сан-Доменіко
- Монтемарано
- Патернополі
- Сан-Манго-суль-Калоре
- Вольтурара-Ірпіна